# Ellia Green
Ellia Green (Suva, 20 december 1993) is een Australisch rugbyspeler.

## Carrière
Green won met de ploeg van Australië tijdens de Olympische Zomerspelen 2016 de Olympische gouden medaille. Green maakte tijdens dit toernooi in totaal drie try’s, waaronder één in de finale.

## Erelijst

### Rugby Seven
- Olympische Zomerspelen:  2016